# Tiberius Claudius Aristion
Tiberius Claudius Aristion war ein reicher Bürger der Stadt Ephesos um die Wende vom 1. zum 2. Jahrhundert n. Chr., der in der Stadt mehrere Bauten errichten ließ.
Aristion ist durch zahlreiche Inschriften bekannt, aber auch durch die Erwähnung in einem Brief des jüngeren Plinius, der etwa 104 n. Chr. bei einem Prozess zugegen war, in dem Aristion von ungenannten Widersachern vor Kaiser Trajan angeklagt wurde. Aristion konnte sich erfolgreich verteidigen. Plinius charakterisiert ihn als princeps Ephesiorum, homo munificus et innoxie popularis (frei übersetzt: „eine führende Person bei den Ephesiern, ein freigebiger Mensch, der sich auf harmlose Weise Beliebtheit erworben hat“).
Aristion besaß, wie sein Name anzeigt, das römische Bürgerrecht. Er hatte schon während der Herrschaft Domitians die wichtige Funktion eines Oberpriesters (archiereus, nachgewiesen für 88/89 n. Chr., neokoros 90) am neu errichteten Tempel für den Kaiserkult übernommen. Außerdem bekleidete er das Amt eines Asiarchen (91–93), Prytanen (91/99) und grammateus tou demou (wörtlich: „Schreiber des Volks“, das wichtigste Amt der Stadtverwaltung; 92/93).

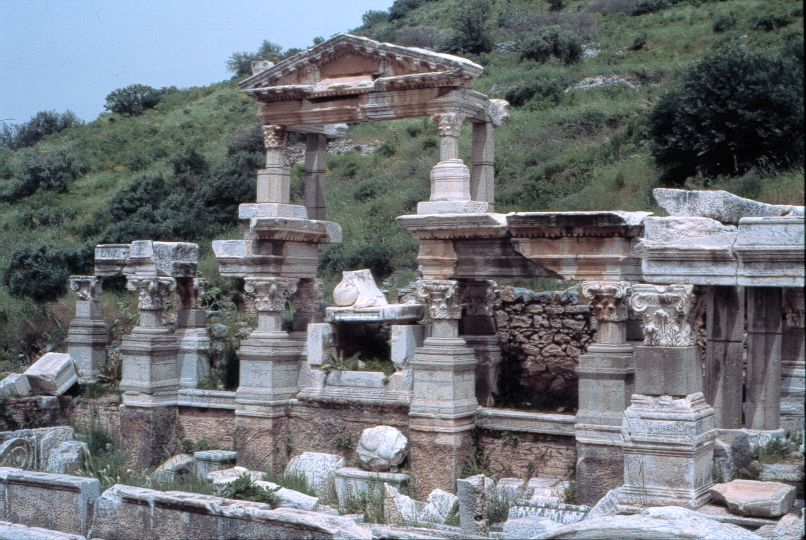
Nymphaeum Traiani (rekonstruiert)

Die wichtigsten von ihm errichteten Bauten waren:
- Das sogenannte Nymphaeum Traiani, ein Prunkbrunnen an der wichtigen Verbindungsstraße (sog. Kuretenstraße) im Zentrum von Ephesos. Neben der Stadtgöttin Artemis war der Brunnen Kaiser Trajan geweiht, dessen Statue auch in der Mittelnische der Fassade aufgestellt war. Heute ist eine Architekturprobe des Nymphaeums wieder aufgestellt.

- Ein weiteres Nymphaeum (der sogenannte „Straßenbrunnen“) im oberen Teil der Stadt.

- Eine Wasserleitung, die zu diesen beiden Brunnen führte. Sie war 210 Stadien (ca. 40 km) lang und wurde nach Aristion benannt, aber von der Stadt verwaltet.

- Beteiligung am Ausbau der „Hafenthermen“.

- Bauaufsicht für die Fertigstellung der Celsus-Bibliothek.

Aristion war verheiratet mit Iulia Lydia Laterane, die sich offenbar bei einigen seiner Bauten an der Finanzierung beteiligte. Ein vor einigen Jahren an der Kuretenstraße ausgegrabener Sarkophag mit einem männlichen Skelett und einem Porträtkopf aus Marmor wurde vorschlagsweise Aristion zugeschrieben. Sein Grab könnte sich ursprünglich östlich des Nymphaeum Traiani befunden haben.